# Persone di nome Nino
| Questa pagina contiene informazioni ricavate automaticamente dalle voci biografiche con l'ausilio del template Bio e di un bot. L'aggiornamento è periodico e automatico e ricostruisce completamente la pagina. Se manca una persona in questa lista, sei pregato di non aggiungerla, ma accertati piuttosto che la sua voce biografica contenga il template Bio e che i dati anagrafici siano correttamente compilati. Se il template Bio manca, inseriscilo tu stesso o, in alternativa, metti l'avviso {{tmp\|Bio}} che ne segnala la mancanza. Se i dati riportati sono sbagliati, correggi direttamente la voce biografica; le modifiche saranno visibili in questa lista entro pochi giorni. Per chiarimenti vedi il progetto antroponimi. La lista contiene solo le 178 persone che sono citate nell'enciclopedia e per le quali è stato implementato correttamente il template Bio. Pagina aggiornata al 6 ago 2025. |

Questa è una lista di persone presenti nell'enciclopedia che hanno il nome Nino, suddivise per attività principale.

## Allenatori di calcio(1)
- Nino Bule, allenatore di calcio e ex calciatore croato (Čapljina, n. 1976)

## Allenatori di pallacanestro(1)
- Nino Molino, allenatore di pallacanestro italiano (Messina, n. 1959)

## Alpinisti(1)
- Nino Oppio, alpinista italiano (Milano, n. 1906 - † 1982)

## Antifascisti(1)
- Nino Nannetti, antifascista italiano (Bologna, n. 1906 - Santander, † 1937)

## Arbitri di calcio(1)
- Nino Resegotti, arbitro di calcio e allenatore di calcio italiano (Tromello, n. 1876 - Genova, † 1965)

## Archeologi(1)
- Nino Lamboglia, archeologo italiano (Porto Maurizio, n. 1912 - Genova, † 1977)

## Architetti(1)
- Nino Rosani, architetto italiano (Torino, n. 1909 - Torino, † 2000)

## Artisti(3)
- Nino Di Salvatore, artista italiano (Pallanza, n. 1924 - Milano, † 2001)
- Nino Franchina, artista, disegnatore e scultore italiano (Palmanova, n. 1912 - Roma, † 1987)
- Nino Lupica, artista italiano (Scordia, n. 1938 - Lecco, † 2015)

## Attori(16)
- Nino Bellini, attore italiano (Bassano del Grappa, n. 1894 - Nizza, † 1964)
- Nino Besozzi, attore italiano (Milano, n. 1901 - Milano, † 1971)
- Nino Bonanni, attore e doppiatore italiano (Roma, n. 1905 - Roma, † 1975)
- Nino Castelnuovo, attore italiano (Lecco, n. 1936 - Roma, † 2021)
- Nino Crisman, attore e produttore cinematografico italiano (Trieste, n. 1911 - Roma, † 1983)
- Nino Dal Fabbro, attore, doppiatore e regista italiano (Verona, n. 1923 - Sutri, † 1980)
- Nino Fuscagni, attore e conduttore televisivo italiano (Città di Castello, n. 1937 - Roma, † 2018)
- Nino Marchesini, attore italiano (Lecce, n. 1895 - Roma, † 1961)
- Nino Marchetti, attore italiano (Codroipo, n. 1905 - Roma, † 1981)
- Nino Musco, attore italiano
- Nino Pavese, attore e doppiatore italiano (Asti, n. 1904 - Roma, † 1979)
- Nino Segurini, attore e produttore cinematografico italiano (Mestre, n. 1939)
- Nino Taranto, attore, comico e cantante italiano (Napoli, n. 1907 - Napoli, † 1986)
- Nino Terzo, attore e comico italiano (Palermo, n. 1923 - Marano di Napoli, † 2005)
- Nino Veglia, attore e impresario teatrale italiano (Napoli, n. 1922 - Napoli, † 1982)
- Nino Vingelli, attore italiano (Napoli, n. 1912 - Roma, † 2003)

## Attori teatrali(1)
- Nino Racco, attore teatrale italiano (Bovalino, n. 1959)

## Avvocati(4)
- Nino Carloni, avvocato e pianista italiano (Posta, n. 1910 - L'Aquila, † 1987)
- Nino Filastò, avvocato e scrittore italiano (Firenze, n. 1938 - Firenze, † 2021)
- Nino Marazzita, avvocato, giornalista e personaggio televisivo italiano (Palmi, n. 1938 - Roma, † 2025)
- Nino Mormino, avvocato e politico italiano (Termini Imerese, n. 1938)

## Briganti(1)
- Nino Martino, brigante italiano

## Calciatori(16)
- Nino Almasio, calciatore italiano (Olgiate Olona, n. 1912)
- Nino Celeste, calciatore italiano (Messina, n. 1902)
- Nino Cogolli, calciatore italiano (Loiano, n. 1906 - Forlì, † 1991)
- Nino Costantini, calciatore italiano (Pescara, n. 1921 - Pescara, † 1980)
- Nino Ferrari, calciatore italiano
- Nino Galović, calciatore croato (Spalato, n. 1992)
- Nino Kouter, calciatore sloveno (Murska Sobota, n. 1993)
- Nino Lolli, calciatore e politico italiano (Mirandola, n. 1905 - Mirandola, † 1965)
- Nino Lupi, calciatore svizzero (n. 1908 - † 1990)
- Nino Malinverni, calciatore italiano (Vercelli, n. 1926 - Vercelli, † 2013)
- Nino Marcelli, calciatore slovacco (Bratislava, n. 2005)
- Nino Pekarić, ex calciatore serbo (Novi Sad, n. 1982)
- Nino Pungaršek, calciatore sloveno (n. 1995)
- Nino Rossello, calciatore italiano
- Nino Zucchetti, calciatore italiano
- Nino Žugelj, calciatore sloveno (n. 2000)

## Cantanti(6)
- Nino Fiore, cantante italiano (Napoli, n. 1936 - Napoli, † 2003)
- Nino Ginex, cantante italiano (Canicattì, n. 1928 - Gattinara, † 2008)
- Nino Katamadze, cantante georgiana (Kobuleti, n. 1972)
- Nino Nipote, cantante italiano (Napoli, n. 1925 - Napoli, † 1997)
- Nino Pršeš, cantante bosniaco (Sarajevo, n. 1972)
- Nino Tempo, cantante, sassofonista e clarinettista statunitense (Niagara Falls, n. 1935 - West Hollywood, † 2025)

## Cantautori(3)
- Nino Delli, cantautore e produttore discografico italiano (Foggia, n. 1940 - Foggia, † 2019)
- Nino Ferrer, cantautore, antropologo e etnologo italiano (Genova, n. 1934 - Montcuq, † 1998)
- Nino Minieri, cantautore italiano (Nola, n. 1949)

## Ceramisti(1)
- Nino Caruso, ceramista, scultore e designer italiano (Tripoli, n. 1928 - Roma, † 2017)

## Cestisti(1)
- Nino Pellacani, ex cestista italiano (Modena, n. 1962)

## Ciclisti su strada(3)
- Nino Borsari, ciclista su strada, pistard e dirigente sportivo italiano (Cavezzo, n. 1911 - Carlton, † 1996)
- Nino Defilippis, ciclista su strada e pistard italiano (Torino, n. 1932 - Torino, † 2010)
- Nino Sella, ciclista su strada italiano (Caresana, n. 1909 - Vercelli, † 1994)

## Comici(1)
- Nino Formicola, comico, cabarettista e attore italiano (Milano, n. 1953)

## Compositori(5)
- Nino Ippolito, compositore e direttore di banda italiano (Squinzano, n. 1922 - Squinzano, † 2011)
- Nino Maioli, compositore, pianista e direttore d'orchestra italiano (Ravenna, n. 1907 - Ravenna, † 1985)
- Nino Oliviero, compositore italiano (Napoli, n. 1918 - Roma, † 1980)
- Nino Piccinelli, compositore, scrittore e giornalista italiano (Chiari, n. 1898 - Roma, † 1984)
- Nino Rota, compositore italiano (Milano, n. 1911 - Roma, † 1979)

## Critici d'arte(1)
- Nino Barbantini, critico d'arte italiano (Ferrara, n. 1884 - Ferrara, † 1952)

## Danzatrici(1)
- Nino Ramishvili, ballerina, coreografa e direttrice artistica georgiana (Tbilisi, n. 1910 - Tbilisi, † 2000)

## Direttori d'orchestra(2)
- Nino Lepore, direttore d'orchestra, violista e compositore italiano (Modugno, n. 1952)
- Nino Sanzogno, direttore d'orchestra e compositore italiano (Venezia, n. 1911 - Milano, † 1983)

## Direttori della fotografia(1)
- Nino Cristiani, direttore della fotografia italiano (Roma, n. 1926 - Roma, † 2018)

## Drammaturghi(1)
- Nino Romeo, drammaturgo, regista e attore italiano (Catania, n. 1955)

## Economisti(1)
- Nino Galloni, economista italiano (Roma, n. 1953)

## Filologi(1)
- Nino Marinone, filologo classico italiano (Vercelli, n. 1918 - Vercelli, † 1999)

## Fondisti(1)
- Nino Anderlini, fondista italiano (Formazza, n. 1926 - Torino, † 2004)

## Fotografi(1)
- Nino Migliori, fotografo italiano (Bologna, n. 1926)

## Fumettisti(2)
- Nino Camus, fumettista, illustratore e progettista italiano (Torino, n. 1910 - Milano, † 1947)
- Max Capa, fumettista e editore italiano (San Michele al Tagliamento, n. 1944 - Parigi, † 2023)

## Generali(4)
- Nino Di Paolo, generale italiano (Cansano, n. 1946 - Roma, † 2023)
- Nino Pasti, generale e politico italiano (Bologna, n. 1909 - Roma, † 1992)
- Nino Sozzani, generale italiano (Salsomaggiore Terme, n. 1889 - Parma, † 1977)
- Nino Salvatore Villa Santa, generale italiano (Cagliari, n. 1884 - † 1960)

## Giornalisti(7)
- Nino Bazzetta de Vemenia, giornalista e scrittore italiano (Novara, n. 1880 - Novara, † 1951)
- Nino Berrini, giornalista, scrittore e drammaturgo italiano (Cuneo, n. 1880 - Boves, † 1962)
- Nino Daniele, giornalista italiano (Lecce, n. 1888 - Torino, † 1967)
- Nino Ferrero, giornalista italiano (n. 1926 - Torino, † 2006)
- Nino Longobardi, giornalista, scrittore e conduttore televisivo italiano (Torre del Greco, n. 1925 - Roma, † 1996)
- Nino Sansone, giornalista e scrittore italiano (Napoli, n. 1915 - Milano, † 1968)
- Nino Zucchelli, giornalista e regista italiano (Clusone, n. 1913 - Bergamo, † 1994)

## Giuristi(1)
- Nino Levi, giurista e politico italiano (Venezia, n. 1894 - New York, † 1941)

## Golfisti(1)
- Nino Bertasio, golfista italiano (Zurigo, n. 1988)

## Hockeisti su ghiaccio(1)
- Nino Niederreiter, hockeista su ghiaccio svizzero (Coira, n. 1992)

## Imprenditori(2)
- Nino Donati, imprenditore e dirigente d'azienda italiano (Modena, n. 1889 - Firenze, † 1965)
- Nino Medioli, imprenditore italiano (San Pancrazio Parmense, n. 1899 - Roma, † 1960)

## Ingegneri(2)
- Nino Ferrari, ingegnere e architetto italiano (Campegine, n. 1875 - La Spezia, † 1941)
- Nino Sacerdoti, ingegnere italiano (Modena, n. 1873 - Milano, † 1954)

## Lottatori(1)
- Nino Equatore, lottatore italiano (Merano, n. 1898 - Merano, † 1965)

## Militari(2)
- Nino Bixio, militare e politico italiano (Genova, n. 1821 - Banda Aceh, † 1873)
- Nino Ricciardi, militare e partigiano italiano (Vezzano Ligure, n. 1921 - Riccò del Golfo di Spezia, † 1945)

## Modelli(1)
- Nino Cesarini, modello italiano (Roma, n. 1889 - Roma, † 1943)

## Montatori(1)
- Nino Baragli, montatore italiano (Roma, n. 1925 - Roma, † 2013)

## Mountain biker(1)
- Nino Schurter, mountain biker svizzero (Tersnaus, n. 1986)

## Musicisti(2)
- Nino Antonellini, musicista italiano (Narzole, n. 1907 - Roma, † 1994)
- Nino Porto, musicista, pittore e poeta italiano (Catania, n. 1912 - Roma, † 2008)

## Musicologi(1)
- Nino Pirrotta, musicologo italiano (Palermo, n. 1908 - Palermo, † 1998)

## Parolieri(1)
- Nino Rastelli, paroliere italiano (Milano, n. 1913 - Roma, † 1962)

## Partigiani(2)
- Nino Chiovini, partigiano, scrittore e storico italiano (Biganzolo, n. 1923 - Verbania, † 1991)
- Nino Giglio, partigiano e giornalista italiano (n. 1912 - Imperia, † 1986)

## Pianisti(1)
- Nino Rossi, pianista e compositore italiano (Forlì, n. 1895 - Fortezza, † 1952)

## Pittori(14)
- Nino Bertoletti, pittore, illustratore e decoratore italiano (Roma, n. 1889 - Roma, † 1971)
- Nino Busetto, pittore, illustratore e incisore italiano (Venezia, n. 1877 - Vicenza, † 1940)
- Nino Caffè, pittore e incisore italiano (Alfedena, n. 1908 - Pesaro, † 1975)
- Nino Camardo, pittore italiano (Pisticci, n. 1949)
- Nino Corrado Corazza, pittore italiano (Bologna, n. 1897 - Bologna, † 1975)
- Nino Cordio, pittore e scultore italiano (Santa Ninfa, n. 1937 - Roma, † 2000)
- Nino Garajo, pittore italiano (Bagheria, n. 1918 - Roma, † 1977)
- Nino Leotti, pittore italiano (Barcellona Pozzo di Gotto, n. 1919 - Barcellona Pozzo di Gotto, † 1993)
- Nino Nespoli, pittore italiano (Palazzago, n. 1898 - Ivrea, † 1969)
- Nino Ricci, pittore e incisore italiano (Macerata, n. 1930 - Macerata, † 2022)
- Nino Springolo, pittore italiano (Treviso, n. 1886 - Treviso, † 1975)
- Nino Tirinnanzi, pittore italiano (Greve in Chianti, n. 1923 - Greve in Chianti, † 2002)
- Nino Tricarico, pittore e scultore italiano (Potenza, n. 1938)
- Nino Ucchino, pittore e scultore italiano (Santa Teresa di Riva, n. 1952)

## Poeti(3)
- Nino Buccellato, poeta e scrittore italiano (Castellammare del Golfo, n. 1915 - Roma, † 1983)
- Nino Ferraù, poeta italiano (Galati Mamertino, n. 1923 - Messina, † 1984)
- Nino Ilari, poeta, drammaturgo e giornalista italiano (Roma, n. 1862 - Roma, † 1936)

## Politiche(1)
- Nino Burjanadze, politica georgiana (Kutaisi, n. 1964)

## Politici(9)
- Nino Bosco, politico italiano (Agrigento, n. 1979)
- Nino Calice, politico e saggista italiano (Rionero in Vulture, n. 1937 - Rionero in Vulture, † 1997)
- Nino D'Ippolito, politico, antifascista e giornalista italiano (Taranto, n. 1919 - † 2013)
- Nino Lombardo, politico italiano (Paternò, n. 1927 - Catania, † 2018)
- Nino Mazzoni, politico, sindacalista e giornalista italiano (Piacenza, n. 1874 - Bordighera, † 1954)
- Nino Randazzo, politico italiano (Leni, n. 1932 - Melbourne, † 2019)
- Nino Konis Santana, politico est-timorese (Vero, n. 1957 - Ermera, † 1998)
- Nino Bixio Scota, politico e avvocato italiano (Senigallia, n. 1876 - Bologna, † 1954)
- Nino Sospiri, politico italiano (Penne, n. 1948 - Pescara, † 2006)

## Progettisti(1)
- Nino Reggiani, progettista italiano (Milano, n. 1923 - Milano, † 2011)

## Pugili(1)
- Nino La Rocca, ex pugile maliano (Port-Étienne, n. 1959)

## Registi(5)
- Nino Bizzarri, regista e sceneggiatore italiano (Roma, n. 1954)
- Nino Giannini, regista e sceneggiatore italiano (Sanremo, n. 1894 - Roma, † 1978)
- Nino Martoglio, regista, sceneggiatore e scrittore italiano (Belpasso, n. 1870 - Catania, † 1921)
- Nino Meloni, regista italiano (Ghilarza, n. 1899 - Roma, † 1960)
- Nino Russo, regista, sceneggiatore e drammaturgo italiano (Napoli, n. 1939)

## Scacchiste(2)
- Nino Batsiashvili, scacchista georgiana (n. 1987)
- Nino Khurtsidze, scacchista georgiana (Tbilisi, n. 1975 - † 2018)

## Scacchisti(1)
- Nino Kirov, scacchista bulgaro (Blagoevgrad, n. 1945 - Sofia, † 2008)

## Sceneggiatori(1)
- Nino Stresa, sceneggiatore italiano (Roma, † 1992)

## Schermidori(1)
- Nino Bertolaia, schermidore e dirigente sportivo italiano (Milano, n. 1905 - Milano, † 1975)

## Scrittori(11)
- Alberto Arbasino, scrittore, giornalista e poeta italiano (Voghera, n. 1930 - Milano, † 2020)
- Nino De Vita, scrittore e poeta italiano (Marsala, n. 1950)
- Nino Di Maria, scrittore e drammaturgo italiano (Sommatino, n. 1904 - † 1997)
- Nino Erné, scrittore e traduttore tedesco (Berlino, n. 1921 - Magonza, † 1994)
- Nino Frank, scrittore, conduttore radiofonico e critico cinematografico italiano (Barletta, n. 1904 - Chevilly-Larue, † 1988)
- Nino Majellaro, scrittore e poeta italiano (Milano, n. 1919 - † 2006)
- Nino Marino, scrittore, sceneggiatore e drammaturgo italiano
- Nino Palumbo, scrittore italiano (Trani, n. 1921 - Genova, † 1983)
- Nino Ricci, scrittore canadese (Leamington, n. 1959)
- Nino Salvaneschi, scrittore, giornalista e poeta italiano (Pavia, n. 1886 - Torino, † 1968)
- Nino Savarese, scrittore italiano (Castrogiovanni, n. 1882 - Roma, † 1945)

## Scrittrici(1)
- Nino Haratischwili, scrittrice e drammaturga georgiana (Tbilisi, n. 1983)

## Scultori(3)
- Nino Cassani, scultore italiano (Viggiù, n. 1930 - Milano, † 2017)
- Nino Galizzi, scultore italiano (Bergamo, n. 1891 - Bergamo, † 1975)
- Nino Pisano, scultore e orafo italiano (Pisa - Pisa)

## Skeletonisti(1)
- Nino Bibbia, skeletonista e bobbista italiano (Bianzone, n. 1922 - Sankt Moritz, † 2013)

## Soprani(1)
- Nino Machaidze, soprano georgiano (Tbilisi, n. 1983)

## Stilisti(1)
- Nino Cerruti, stilista e imprenditore italiano (Biella, n. 1930 - Vercelli, † 2022)

## Storici(3)
- Nino Basile, storico e storico dell'arte italiano (Palermo, n. 1866 - Palermo, † 1937)
- Nino Cortese, storico italiano (Perugia, n. 1896 - Napoli, † 1972)
- Nino Valeri, storico italiano (Padova, n. 1897 - Roma, † 1978)

## Storici della letteratura(1)
- Nino Borsellino, storico della letteratura, critico letterario e italianista italiano (Reggio Calabria, n. 1929 - Roma, † 2021)

## Tenniste(1)
- Nino Luarsabishvili, ex tennista georgiana (Tbilisi, n. 1977)

## Tennisti(1)
- Nino Serdarušić, tennista croato (Zagabria, n. 1996)

## Tenori(3)
- Nino D'Aurelio, tenore italiano (Meda, n. 1914 - Milano, † 1958)
- Nino Martini, tenore e attore italiano (Verona, n. 1902 - Verona, † 1976)
- Nino Piccaluga, tenore italiano (Casorate Primo, n. 1890 - Milano, † 1973)

## Senza attività specificata(1)
- Nino Salukvadze, ex tiratrice a segno georgiana (Tbilisi, n. 1969)